# 馮君衡
馮君衡（7世纪？—698年），字正平，高州良德縣人，武周時任潘州刺史，唐玄宗追贈廣州大都督。出自長樂馮氏，唐朝越國公馮盎之孫，潘州刺史馮智玳之子。妻子越國夫人麥氏，為麥鐵杖曾孫女，兩人育有三子一女，長子馮元璡、次子馮元珪、三子馮元一（高力士）。

## 生平
由於北燕末任君主馮弘不肯向北魏投降，於是逃亡至高句麗，其族人馮業帶同三百人渡海歸降劉宋。後來馮弘死於高句麗，於是宋文帝任命馮業為高州刺史。至馮業之孫馮融，出任南朝梁的羅州刺史。馮融的兒子馮寶，娶南越俚人大姓冼氏之女冼夫人為妻，遂成為南越族首領，權傾嶺南（今廣東、廣西、海南，以及越南北部一部份）。因此高州馮氏自馮業開始逐漸壟斷嶺南各地刺史接近三百年。
武周聖曆年間，父親馮智玳逝世，馮君衡襲潘州刺史。聖曆初，遭司刑評事萬國俊誣陷他和流人（被流放者）串通謀反。萬歲通天二年（697年），武則天任命李千里為嶺南討擊使，十二月（698年初）馮君衡與馮子猷及其子馮梧先後陣亡。
馮君衡死後，其妻麥氏和三名兒子失散。直至開元五年（717年）時，高力士成為權宦，相信是經其努力，才獲唐玄宗平反。追贈廣州大都督，其妻麥氏於瀧州被嶺南節度使尋獲並送到京師，玄宗封麥氏為越國夫人。
他的墓碑於1955年西安市东郊高楼村出土。刻於唐开元十七年（729年），边长72厘米。志盖篆书故潘州冯府君墓誌铭九字，周边刻瑞兽间蔓草花纹。誌文楷书，二十五行，行二十五字。撰者为开元间宰相张说，无书者姓名。誌记冯君衡，为苗裔，因其少子高力士为右监门大将军，高力士在开元十七年（729年）葬其母麦氏时，恩诏追赠其父冯君衡为廣州大都督，招魂而与其母合葬。此志证明高力士原姓冯，后为宦官高延福收养，而从其姓。现藏西安碑林博物馆。冯君衡次子冯元珪也有墓誌铭称墓主为高府君，可见也已改姓为高。

## 子
- 長子高元璡（馮元璡），官至左衛中候。
- 次子高元珪（馮元珪），官至左領軍郎將。
- 三子高力士（馮元一）